# فن الجنوب الغربي الأمريكي
فن الجنوب الغربي الأمريكي هو من الفنون المرئية للولايات المتحدة الجنوبية الغربية. تشمل هذه المنطقة أريزونا، ونيو مكسيكو، وأجزاء من كاليفورنيا، وكولورادو، ونيفادا، وتكساس، ويوتا. تشمل هذه الفنون العمارة، وصناعة الخزف، والرسم، وصناعة الأفلام، والرسم، والتصوير الفوتوغرافي، والنحت، والطباعة، ووسائل الإعلام الأخرى، التي تتراوح بين الماضي القديم والفنون المُعاصرة في يومنا هذا.

## تأثيرات تاريخية

### شعب بويبلان القديم
يُعد البويبلونز الأجداد، أو قبيلة الأناسازي (حتى عام 1400 م) أجداد قبائل بويبلو الحاليين. تشكلت ثقافتهم في الجنوب الغربي الأمريكي بعد أن تعرّف السكّان على زراعة الذرة من أمريكا الوسطى منذ حوالي 4000 عام. طوّرَ سكان هذه المنطقة أسلوب حياة زراعيًا وعاشوا في مُدن مُستقرة.
شملت الفخارات الشائعة في وقت مبكر الفخارات الرمادية المُموجة والفخار المزين بالأبيض على الأسود. صُنِعَ الفخار المُموج من لفائف من الطين المجوف بالشكل المطلوب والمضغوط، ما خلق قوامًا مموجًا. تطور اللون الأبيض على الأسود كفخار مزخرف، واستُخدِمَ غالبًا كسلعة تجارية في مقابل الغذاء. تعد قرية سيكياتكي، وهي قرية هوبي سابقة تقع في ولاية أريزونا وكانت مأهولة في الفترة من القرن الرابع عشر وحتى القرن السادس عشر، مصدرًا للأواني الفخارية متعدّدة الألوان. تطورت ثقافة هوهوكام في أريزونا حوالي عام 300 ميلادي. وهم أسلاف قبائل توهونو اودهام واكيميل اودهام أو بيما. يتميّز الميمبريس (وهم مجموعة فرعية من حضارة موغوليون) بشكل خاص باللوحات القصصية على فخاراتهم.
استُخدِمَ تقليديًا الفيروز، والكهرمان الأسود، وصدف المحار الشوكي من قِبل أسلاف شعوب البويبلو لصناعة المجوهرات، وطوّروا تقنيات ترصيع مُعقدة منذ قرون. يُعتقد أن حضارة البويبلونز الأجداد (أناسازي) من وادي شاكو والمنطقة المحيطة بها ازدهرت بشكل كبير بفضل إنتاجها وتجارتها بالفيروز.

### الأمم الأمريكية الأصلية
هاجرت شعوب أثاباسكان خلال الألفية الأخيرة من شمال كندا في الجنوب الغربي. وشملت قبائل النافاجو والأباشي. يعدّ الرسم بالرمل جانبًا من احتفالات الشفاء النافوجية، وقد شكّل الإلهام لنشوء ذلك الفن. تعلَّمت قبائل النافاجو النسج على المنوال المُنتصب من بويبلوس ونسجوا بطانيات جُمعت بشغف من قِبل قبائل الحوض العظيم والسهول في القرنين الثامن عشر والتاسع عشر. بعد إدخال السكك الحديدية في ثمانينيات القرن التاسع عشر، أصبحت البطانيات المستوردة وفيرة وغير مُكلفة، لذا تحول نسّاجو نافاجو إلى إنتاج السجاد للتجارة.
اعتزّت قبائل بويبلو ونافاجو وأباتشي بالفيروز لاستخداماته كتعويذة؛ تعتقد القبيلة الأخيرة أن الحجر هو الذي يتيح لها تحقيق هدف رامي السهام. استخدمت هذه الشعوب الفيروز في ترصيع الفسيفساء، وفي أعمال النحت، وقُولِب على شكل خرزات حلقية وقلادات حرة الشكل. تعدّ اليوم المجوهرات الفضية المميزة التي تنتجها قبائل النافاجو وغيرها من القبائل الأميركية الأصلية في الجنوب الغربي تطورًا حديثًا إلى حد ما، يُعتقد أن تاريخ هذه الفترة يعود إلى ثمانينيات القرن التاسع عشر نتيجةً للتأثيرات الأوروبية.

### المستعمرة الإسبانية
مع الحاجة إلى الاكتفاء الذاتي، عمل العديد من الأشخاص من ذوي الأصول الإسبانية في أعمال الخشب، والنسيج، وأعمال السمكرة، والزراعة ومهارات العمل الجلدية لصناعة الأثاث والمفروشات لمنازلهم.

### الأمريكيين - الإنكليز
تجلّت التقاليد الفنيّة القديمة في الحرف اليدوية الأصلية لأجيالٍ حين بدأ الأوروبيون بالاستقرار في الجنوب الغربي الأميركي؛ ما يعتبر مهمًا لفهم الجاذبية الجمالية المتأصلة لهذه المنطقة للفنانين الأميركيين - الإنكليز.

### تكامل التأثيرات
اعتمد فنانو الجنوب الغربي الأصليون صناعة الفضة منذ بداية خمسينيات القرن التاسع عشر، عندما اضطر صاغة الفضة المكسيكيون إلى استبدال فضتهم بمواشي قبائل النافاجو. أُعجب الزوني بالمجوهرات الفضية المصنوعة من قِبل قبائل النافاجو، مثل أتسيدي ساني (سميث القديم)، لذلك بدؤوا بتجارة الماشية للحصول على تعليمات في صناعة الفضة. بحلول عام 1890، علّمَ الزوني قبائل الهوبي كيفية صنع المجوهرات الفضية.

## معرض صور

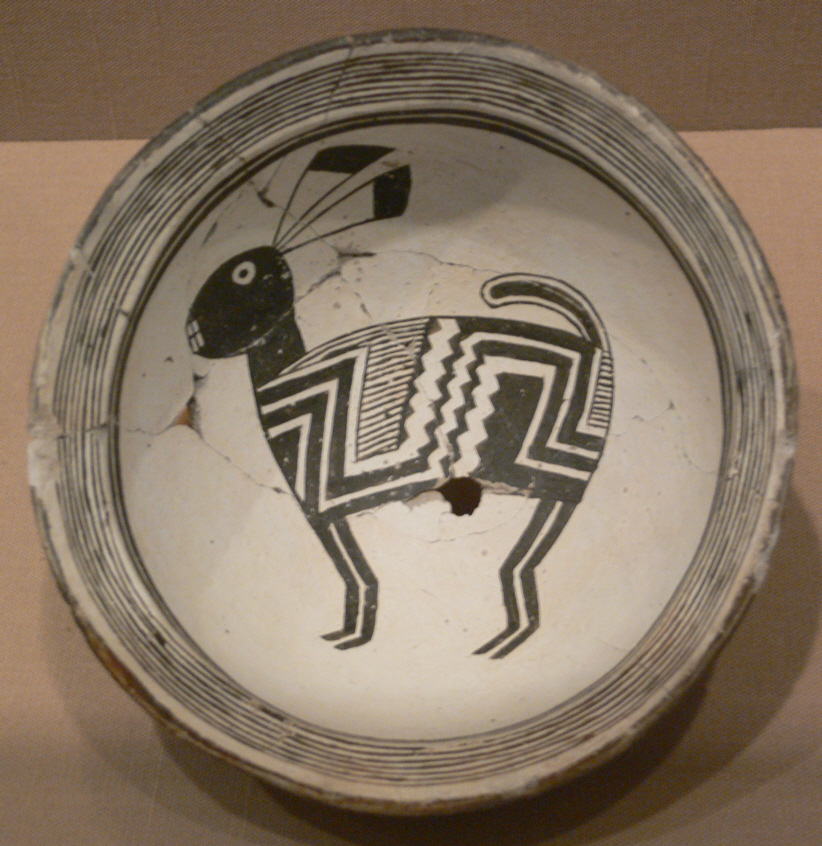
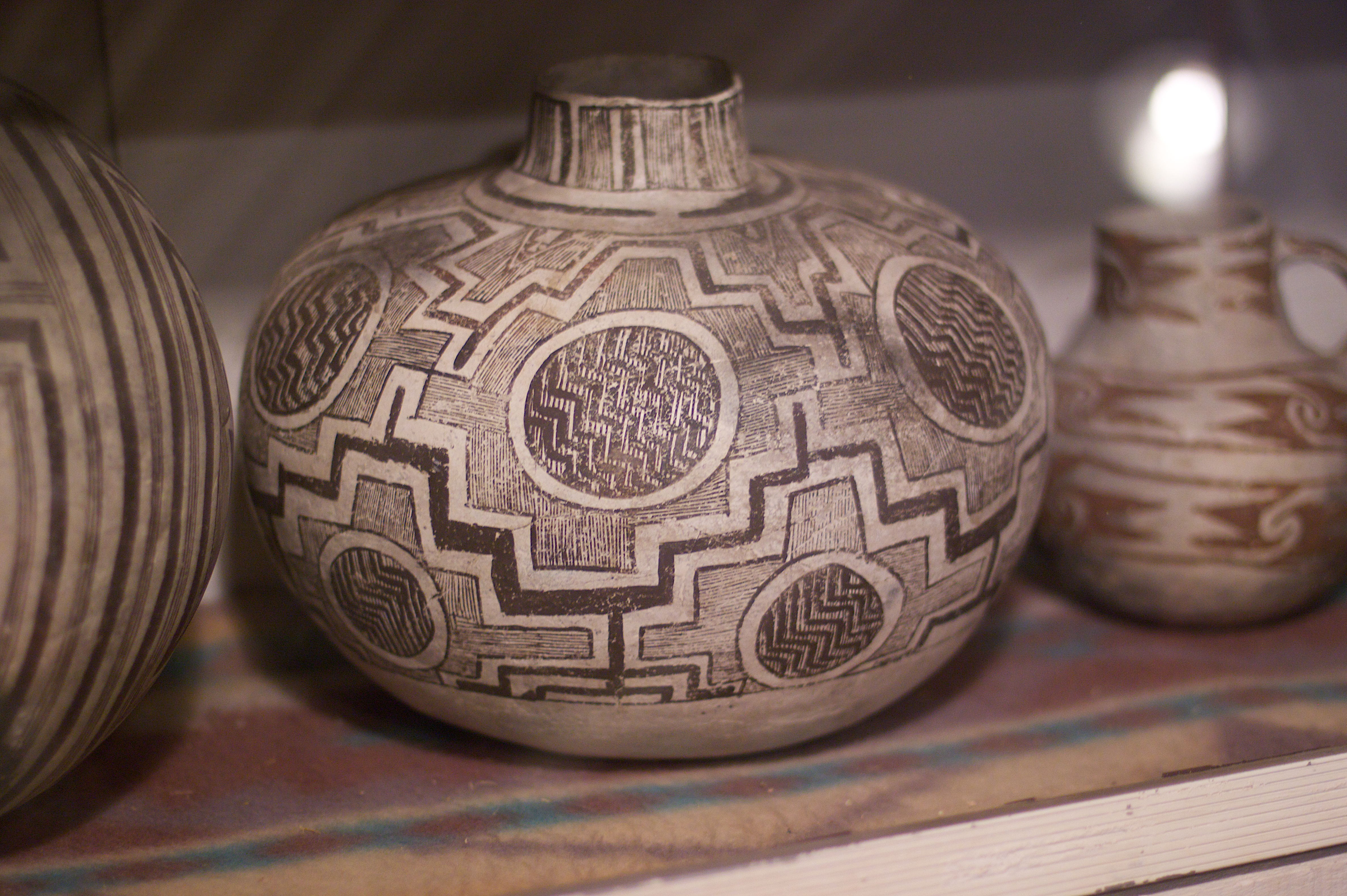
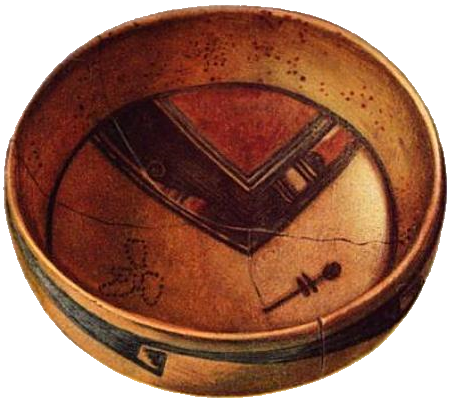